# Tripulació

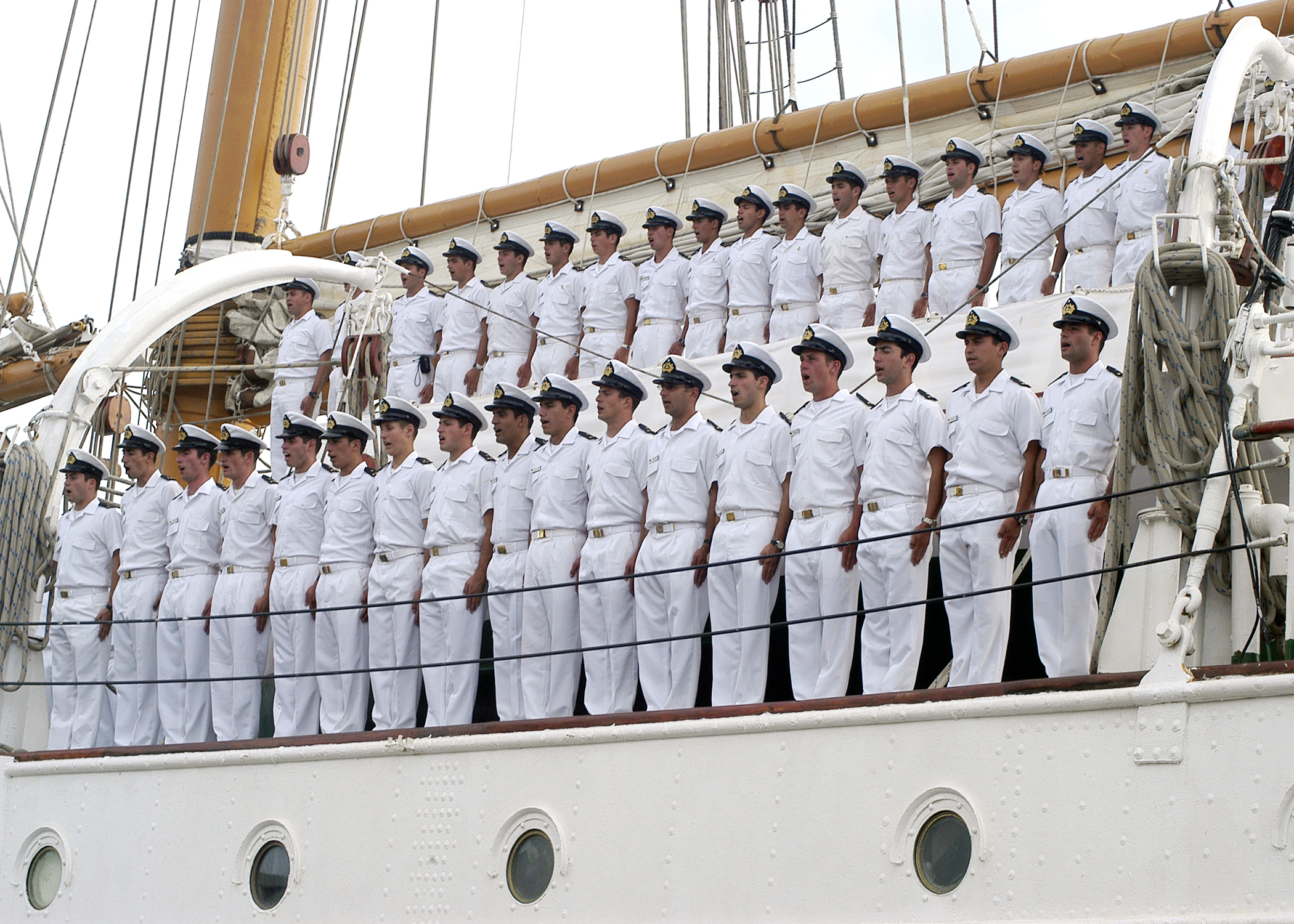
Tripulació del vaixell escola xilè Esmeralda

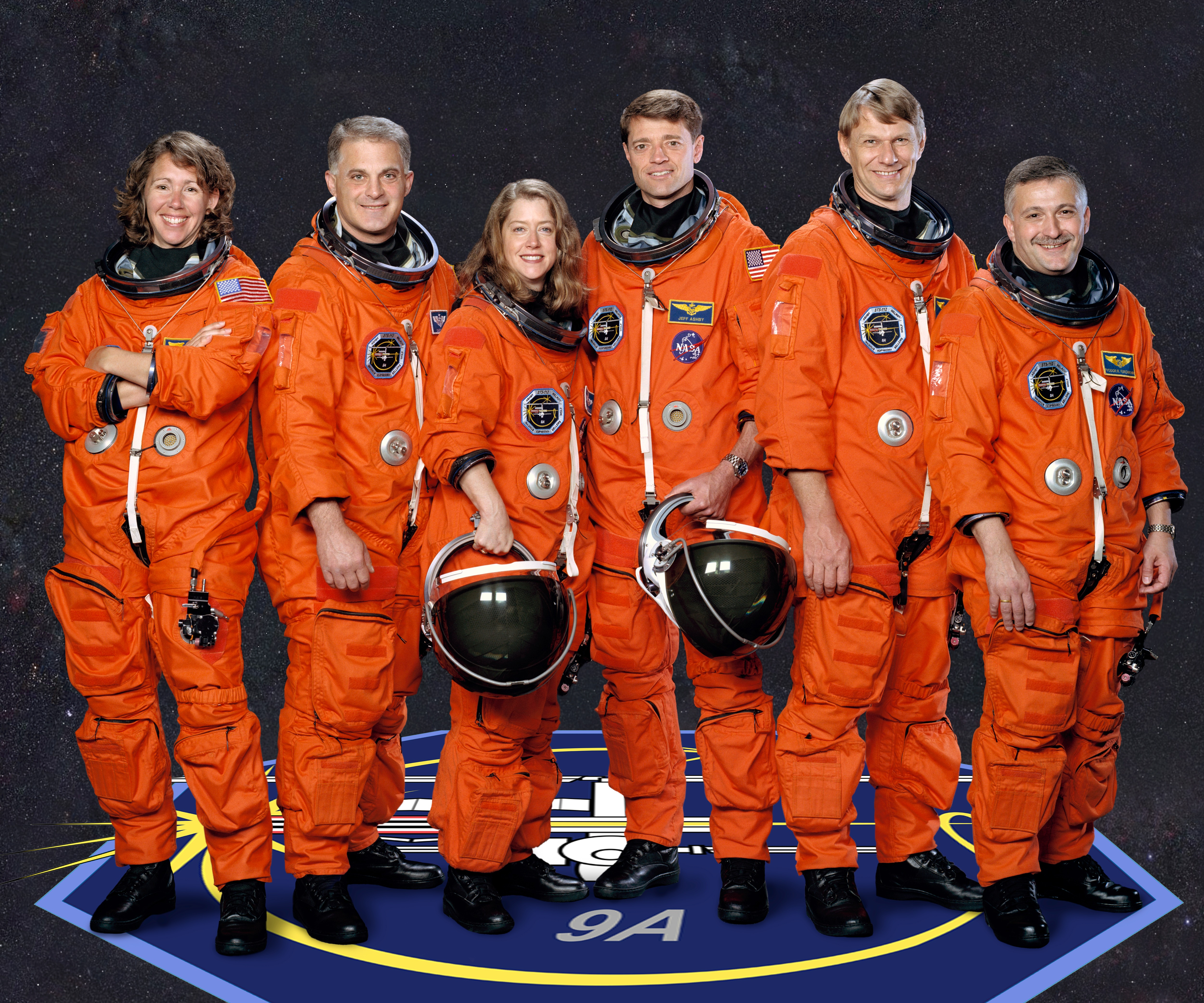
Tripulació de l'STS-112

Una tripulació és un grup de persones que treballen en una tasca comuna, generalment sota una estructura jerarquitzada. Designa especialment el personal de conducció i de serveis d'una nau o aeronau. Per influència de l'anglès crew també s'aplica a determinades activitats relacionades amb les subcultures urbanes.

## Navegació
Conjunt de persones de diferents habilitats i coneixements, que treballen en un vaixell, organitzats en una cadena de comandament. La navegació tradicional distingia molt bé entre un oficial i un mariner, encara que ambdós gremis formaven la tripulació del navili. Els que formen part de la tripulació són anomenats tripulants. També és un terme utilitzant en la navegació aèria.

## Cultura urbana
El primer ús del terme tripulació en la cultura urbana va ser per a descriure grups organitzats de punks, en la dècada dels anys 1980. Aquestes 'tripulacions' de punk podien socialitzar, prendre, i ocasionalment cometre actes de violència junts. Algunes 'tripulacions' punk vivien juntes. Les tripulacions de punk són ara quasi inexistents, possiblement a causa de la influència de la música Ska, o reggae en el punk modern, removent el cridat a actes violents contra gent innocent, i negant la necessitat de tripulacions violentes. Algunes encara existeixen, però ara no operen com alguna vegada ho van fer, i només s'identifiquen com grups d'amics tan propers com germans.
Ocasionalment, una tripulació es pot referir a un grup de graffiti, un grup de gàngsters, algunes vegades, però no necessàriament involucrats en accions il·lícites (Prostitució, possessió d'armes, narcòtics, identificacions falses, etc..) Algunes vegades les tripulacions estan basades en interessos comuns com automòbils, o formar un grup esportiu del barri, amb una semblança superficial a una colla rondaire involucrada amb el crim.